# Karrusel
|  | For TV-serien Karrusel fra 1998, se Karrusel (tv-serie) |
En karrusel var et ord for ridderturnering eller ringridning. Sammenhængen til nutidens forlystelsesinstrument kommer af, at der i gamle dage var ringe, som man skulle fange med en pind, når man "red" forbi på karruselhesten. Dvs. en kopi af ringridning. På nogle karruseller som den berømte Loof Carousel fra 1911 på Santa Cruz Beach Boardwalk i Californien kan den yderste række "ryttere" kaste ringe i en klovnefigurs mund, når de passerer den.
Først i det 20. århundrede var en karrusel en rund platform med siddepladser som heste og kameler. Pladen blev drevet rundt ved håndkraft eller med et trækdyr. Senere blev det almindeligt med elektromotor.
I dag bruges ordet om stort set om alle forlystelser, der drejer om en lodret akse, selvom de ikke nødvendigvis har meget til fælles med  hestene eller den runde platform, der oprindeligt kendetegnede karrusellen. En af hovedattraktionerne i Tivoli i 2006 var en karrusel, hvor man sidder i stole og bliver løftet højt til vejrs uden underlag til fødderne. Her oppe kører karrusellen rundt på traditionel vis.
I overført betydning bruges ordet om noget, der kører i ring eller gentager sig selv. På Wikipedia er ordet indgået i ordet karrusel-link, der beskriver når et opslagslink fra en artikel fører tilbage til samme artikel, eventuelt via en omdirigering.
Udtrykket "at tjene ind på gyngerne hvad man har mistet på karrusellen" betyder, at man tjener det samme ind, som man har mistet på noget andet. Udtrykket kendes blandt andet fra en revyvise af Preben Uglebjerg fra 1967.